# هغینه بیشاریان
هغینه بیشاریان (Հեղինե Բիշարյան؛ زادهٔ ۵ ژانویهٔ ۱۹۶۱) یک سیاستمدار اهل ارمنستان است که از تاریخ ۲۰۰۳ تا تاریخ ۲۰۱۷ نماینده دوره‌های سوم تا پنجم مجلس ملی جمهوری ارمنستان بود.

## زندگی‌نامه
در  ۵ ژانویهٔ ۱۹۶۱ در ایروان به دنیا آمد